# Оливија (Минесота)
Оливија (енгл. Olivia) град је у америчкој савезној држави Минесота.

## Демографија
По попису из 2010. године број становника је 2.484, што је 86 (-3,3%) становника мање него 2000. године.
| Група             | 2000.         | 2010.         |
| Белци             | 2.360 (91,8%) | 2.223 (89,5%) |
| Афроамериканци    | 3 (0,1%)      | 24 (1,0%)     |
| Азијати           | 3 (0,1%)      | 4 (0,2%)      |
| Хиспаноамериканци | 196 (7,6%)    | 207 (8,3%)    |
| Укупно            | 2.570         | 2.484         |